# Fishguard
Fishguard (walisisch: Abergwaun) ist eine Küstenstadt im Norden der Grafschaft Pembrokeshire in Wales im Vereinigten Königreich Großbritannien und Nordirland. Die Partnerstadt von Fishguard ist seit 1995 der französische Küstenort Loctudy in der Bretagne.

## Verkehr
Der Hafen von Fishguard liegt im Nachbarort Goodwick, welcher zusammen mit Fishguard eine Doppelstadt bildet. Regelmäßig fahren Fähren von Fishguard nach Rosslare Harbour in Irland. In Fishguard endet auch die Fernstraße A40, welche ihren Anfang in London hat.

## Geschichte
Die letzte Invasion in Großbritannien fand in Fishguard statt. Am 22. Februar 1797 landeten vier französische Kriegsschiffe mit 1400 Soldaten in Fishguard. Die Invasion verlief schnell und hatte einige kleine Schäden zur Folge, da es einige Plünderungen gab, in welchen aber hauptsächlich Alkohol mitgenommen wurde. Dies wurde den Franzosen zum Verhängnis, die betrunken nicht mehr kampfbereit waren. Die Rückgabe des Landes fand bereits am 25. Februar statt. Jemima Nicholas, Schustergattin aus Fishguard, soll die Franzosen zusammen mit anderen Frauen mit Mistgabeln in die Flucht geschlagen haben. Der Überlieferung nach war die traditionelle Kleidung der Fishguarder Frauen den Uniformen der britischen Armee aus der Distanz so ähnlich, dass es für die Invasoren so aussah, als wenn eine große Armee anrücken würde. Die ganze Geschichte wird auf einem Wandteppich erklärt, welcher sich zusammen mit der lokalen Bücherei im ersten Stock des Rathauses im Stadtzentrum befindet.
In der Stadt fand 1936 und 1986 das National Eisteddfod statt, ein jährlich veranstaltetes Kulturfestival, auf dem Künstler und Sänger zu einem Wettkampf antreten.
Nordwestlich des Ortes auf der Anhöhe, in der Nähe des Sendemastes, liegt Parc-y-Cromlech, ein jungsteinzeitliches Wedge Tomb.